# وولکین
وولکین (به انگلیسی: Vulcain) موتورهای موشک مرحلهٔ اول آرین ۵، مورد استفادهٔ سازمان فضایی اروپا هستند. از این نوع موتور دو مدل ساخته شده‌اند که به وولکین ۱ و وولکین ۲ معروف هستند. این موتورها با سوخت سرد (هیدروژن و اکسیژن مایع) کار می‌کنند.

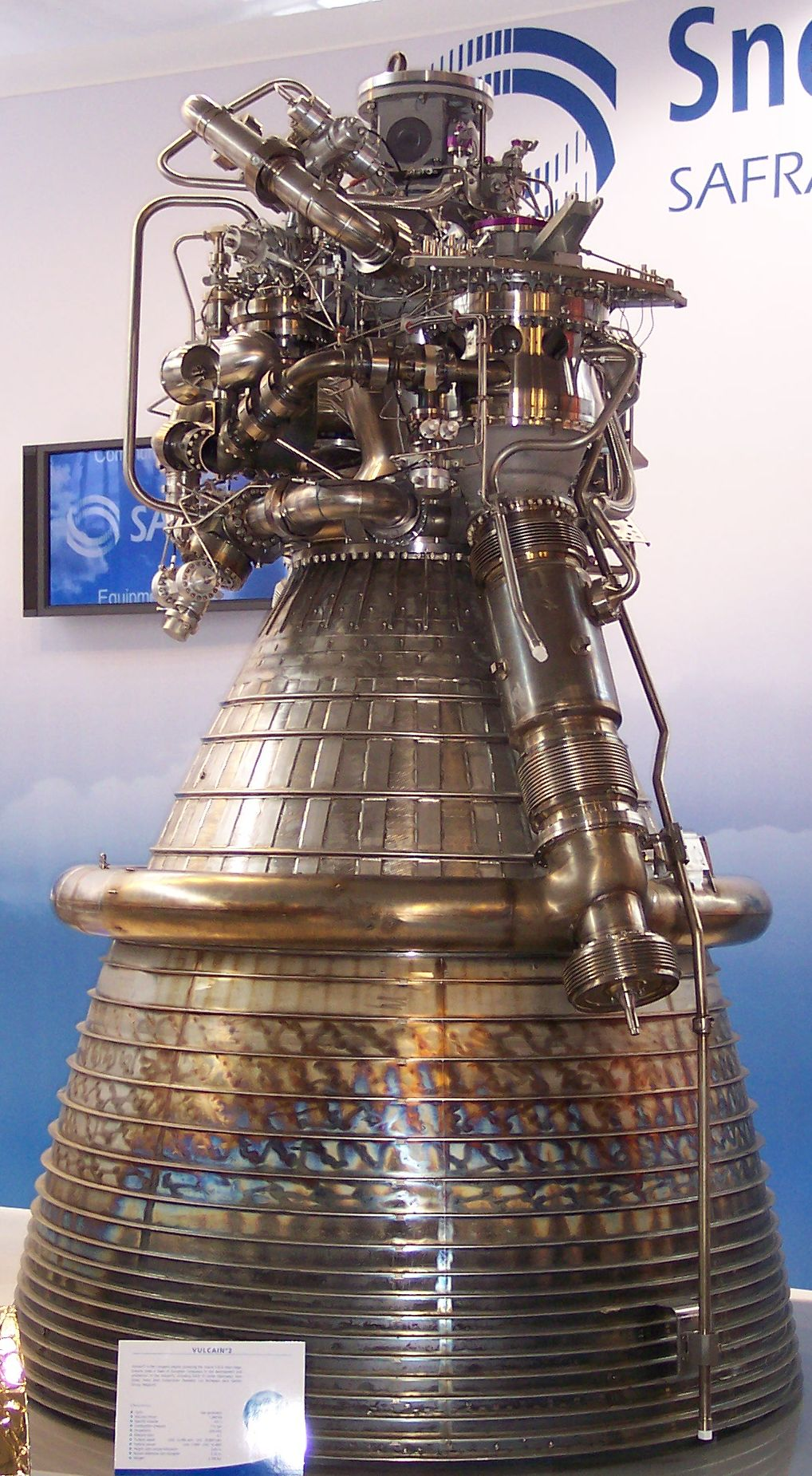
وولکین ۲

## وولکین ۱
وولکین ۱ یا وولکین با نام تجاری (HM-60) اولین موتور اصلی مورد استفاده در موشک مرحله اول راکت آرین ۵ بود. این موتورها به تعداد ۵۶ عدد در آستریوم ساخته‌شدند. ساخت و توسعهٔ آن‌ها تا اواسط سال ۲۰۰۹ ادامه داشت. آسترویم مسئول طراحی و ساخت اتاقک رانش بود، که از بخش‌های زیر تشکیل می‌شد، بست اتصال ساخت ام‌تی آیرواسپیس، سر تزریق‌کننده، اتاقک احتراق (با خنک‌کنندهٔ تجدیدپذیر)، نازل(که با مقدار اضافی سوخت خنک می‌شود ساخت ولوو).
وولکین در آرایش‌های جی، جی+ و جی‌اس
آرین ۵ مورد استفاده قرار گرفت. مهم‌ترین پرتاب‌هایی که از این موتور بهره گرفت، ارسال فضاپیمای ایکس‌ام‌ام-نیوتن (رصدخانهٔ پرتوهای ایکس) در ۱۰ دسامبر ۱۹۹۹ و ارسال فضاپیمای روزتا در ۲ فوریه ۲۰۰۴، که بعد از خارج شدن از مدار زمین با ستارهٔ دنباله‌دار ۶۷پی برای جمع‌آوری اطلاعات برخورد کرد.

## وولکین ۲
وولکین ۲، نسخهٔ بعدی موتور وولکین بود، که برای تقویت و همچنین رفع ایرادهای موجود در وولکین ۱ ساخته شد. ساختار ووکلین ۲ همانند وولکین ۱ بود. همچنین از شرکت‌های یکسان برای ساخت قسمت‌های مختلف آن کمک گرفته‌شد. وولکین ۲ از یک طراحی جدید برای سیستم تزریق‌کننده بهره می‌برد. همچنین فشار اتاقک احتراق افزایش‌یافته و نازل آن تغییراتی نسبت به وولکین ۱ داشت. این تغییرات باعث می‌شود، که وولکین ۲ نسبت به نسخه‌های قبلی خود ۳۰٪ قدرت بیشتری داشته‌باشد. این مورد و نسخهٔ تقویت شده موتور HM-7 در مرحلهٔ بالایی راکت، باعث امکان جابه‌جای تا ۶ تن بار برای آرین ۵ اولیه و ۱۰ تن بار برای آرین ای‌سی‌ای است.
اولین پرواز وولکین ۲ در فوریه ۲۰۰۵، برای پرتاب ۱۶۴ آرین ۵ انجام گرفت. مهم‌ترین پرواز استفاده کننده از وولکین ۲، ارسال ای‌تی‌وی ژول ورن در سال ۲۰۰۸ به فضا بود.

## مقایسه وولکین ۱ و وولکین ۲
جدول زیر مقایسه‌ای بر وولکین ۱ و وولکین ۲ است.
| ویژگی                                                  | وولیکن ۱                                    | وولکین ۲                                                           |
| ------------------------------------------------------ | ------------------------------------------- | ------------------------------------------------------------------ |
| سوخت                                                   | LOX / LH2                                   | LOX / LH2                                                          |
| رانش (در خلاء)                                         | ۱۱۱۳                                        | ۱۳۵۹ کیلونیوتون                                                    |
| تکانه خاص                                              | ۴۳۹ ثانیه                                   | ۴۲۹ ثانیه                                                          |
| جریان سوخت (LOX/LH2/گازهای خنک‌کننده)                   | ۳۷.۴کیلوگرم بر ثانیه/۲۲۷.۰ کیلوگرم بر ثانیه | ۴۰.۹ کیلوگرم بر ثانیه/۲۷۵.۶ کیلوگرم بر ثانیه/۱۰.۱ کیلوگرم بر ثانیه |
| وضعیت اتاقک رانش (دمای LOX/دمای LH2/فشار LOX/فشار LH2) | ۹۳.۷ کلوین/۳۱.۵ کلوین/۱۳۶.۴ بار/۱۵۴.۹ بار   | ۹۶.۷ کلوین/۳۶ کلوین/۱۵۳.۹ بار/۱۸۲.۱ بار                            |
| نسبت ترکیب                                             | ۵.۹                                         | ۶.۷                                                                |
| فشار اتاقک احتراق                                      | ۱۰۹ بار                                     | ۱۱۷.۳ بار                                                          |
| نسبت مساحت نازل                                        | ۴۵.۱                                        | ۵۸.۲                                                               |
| قطر خارجی نازل                                         | ۱.۷۶ متر                                    | ۲.۰۹ متر                                                           |
| طول موتور                                              | ۳.۰۷ متر                                    | ۳.۴۴ متر                                                           |
| جرم اتاقک رانش                                         | ۶۲۵ کیلوگرم                                 | ۹۰۹ کیلوگرم                                                        |

## توضیحات
1. ↑  آرایش‌های مورد استفاده که با نام‌های جی،جی+ و جی‌اس مشخص شده‌اند مربوط به مدارهای مختلف زمین هستند:
  - جی: مدار پایینی زمین لئو
  - جی+: مدارهای بالاتر از لئو
  - جی‌اس: مدار ژئواستاسیونر یا زمین‌ایست‌ور.